# Juan de Oteiza
Juan de Oteiza (Pamplona, hacia 1590-Pamplona, post 1635). En 1622 se hizo cargo de la imprenta y librería que hasta esta fecha había sido propiedad de su sobrino Nicolás de Asiain. La regentó durante once años, hasta 1632, cuando la vendió a Martín de Labayen.
La producción de libros se limita al periodo 1622-1632, en este tiempo tuvo una actividad modesta e irregular, ya que solo vieron la luz diecisiete monografías, lo que supone el siete por ciento de la producción de las imprentas navarras del XVII. Sacó a la luz una media anual 1,7 publicaciones, la mitad que su predecesor, Nicolás de Asiain.

## Librero, Correo Mayor e impresor
De profesión librero, al igual que su padre también llamado Juan, compatibiliza esta actividad con el cargo de teniente del Correo Mayor del Reino con jurisdicción en Pamplona. En 1610 la liquidación de los ingresos obtenidos por este oficio le lleva a la cárcel, ya que su patrón le reclama la considerable suma de 8.341 reales. Tres años después, en 1613, volverá a ser acusado por el mismo motivo.
En 1617 pleitea con su colega el librero afincado en Pamplona, Bartolomé de París, por el trabajo de encuadernar un centenar de breviarios y otros tantos misales.
Cuando en 1622 muere Nicolás de Asiain sin descendencia, el negocio de imprenta y librería retorna a su madre Micaela Garrués, quien, al carecer de herederos directos, lo cede a su cuñado Juan de Oteiza. Este ya  había trabajado para Nicolás de Asiain, cabe pensar que en calidad de librero. En su testamento Asiain reconoció que debía a Oteiza 140 ducados de un préstamo, además de 1.200 reales por salario de cuarenta meses a razón de treinta reales mensuales.
Es probable que Micaela Garrués cediera el negocio de imprenta y librería a su cuñado Juan de Oteiza para, de esta manera, saldar las deudas que su hijo había contraído con él. Así pues, no fue una donación generosa ni lucrativa, toda vez que Asiain había dejado un negocio en una situación comprometida económicamente. La realidad es que Juan de Oteiza, durante su vida laboral, tuvo que responsabilizarse de las deudas contraídas por su predecesor. Así, en 1628, hizo frente a las demandas del cabildo de la catedral de Pamplona  y de Fernando de Aranguren, cerero afincado en esta ciudad.

## Impresiones por cuenta propia y ajena
La propiedad de la imprenta que había recibido de Micaela Garrués implicaba los oficios de impresor del Reino y de la Ciudad y que cada uno de ellos le reportaban 20 ducados anuales. Por este motivo le correspondió imprimir los Cuadernos de Cortes de 1624, 1628 y 1632.
En 1624 editó el Catecismo de Trento a medias con Carlos de Labayen, el otro impresor afincado en Pamplona. Al año siguiente sacó a la luz, para el editor local Juan de Beinza, las Obras del benedictino Ludovico Blosio.

## El “rejuvenecimiento” de una tirada
En 1611 Nicolás Asiain había impreso por encargo del librero de Zaragoza Juan de Bonilla Breve instrucción de cómo se ha de administrar la penitencia, un título de éxito, firmado por el dominico Bartolomé de Medina, que se había publicado en Huesca en 1579. Esta edición en octavo tiene un error en la paginación, ya que se han numerado 306 páginas cuando en realidad son 302.  
En 1625, catorce años más tarde, Juan de Oteiza saca de nuevo esta obra, indicando en la portada que se hace por encargo de Juan de Bonilla y Pedro Bono, “mercaderes de libros” de la capital aragonesa. A excepción de la portada, la impresión es la misma que la de 1611, el mismo formato y el mismo error en la paginación. 
Al año siguiente, en 1626, vuelve a salir a la venta la misma impresión, con el mismo formato y error de paginación, pero con portada nueva en la que se indica que se edita a costa de Juan de Oteiza “mercader de libros”. 
El azaroso proceso de edición de esta obra, de gran demanda en aquel momento, se puede explicar por el aprovechamiento de la tirada inicial de 1611, que en su momento no obtuvo la salida esperada, y que al cabo de los años, nada más y menos que catorce, sale al mercado, “rejuvenecida” con portada nueva y fecha actualizada.
Así pues, cabe concluir que Oteiza, con los pliegos que tenía almacenados desde la época de su predecesor, sacó una edición por encargo de los libreros Bonilla y Bono destinada a la venta en el reino de Aragón y que, a año siguiente, aprovechando la misma tirada, comercializó la tercera con el propósito de distribuirla en el reino de Navarra.

## Una edición con falso pie de imprenta
En 1630 Juan de Oteiza sacó a la luz Examen de confesores, del jesuita del colegio de Pamplona Antonio de Escobar y Mendoza. En la portada el nombre del impresor tiene una errata: “Orteyza” por Oteiza. 
Al cabo de nueve años, en 1639, cuando hacía seis que había vendido la imprenta, sale una edición distinta, en la forma y el contenido, del Examen de confesores –para empezar esta tiene formato en octavo mientras que la anterior era en dozavo- con el pie de imprenta de Juan de Oteiza -cuyo nombre se vuelve a imprimir con la errata de 1630: “Orteyza”-, lo cual resulta incongruente puesto que ya no trabajaba en el taller. 
Por otra parte, la edición de 1639 lleva la licencia del Consejo Real correspondiente a la de 1630, cuando lo preceptivo hubiera sido haber sacado otra nueva. Además se lee en la portada que se trata de  “trigésima cuarta edición”, lo que resulta inverosímil pues supondría el ritmo insólito de casi cuatro ediciones anuales desde 1611, cuando se publicó por vez primera. 
Para concluir hay otro dato significativo: en la edición de 1630 se señala que el autor es jesuita del colegio de Pamplona, mientras que en la de 1639 se omite su pertenencia a la comunidad de la capital navarra y se pone énfasis en que el autor es “natural de ValladolidCarlos de Labayen”. 
De todo ello se desprende que la edición fechada en 1639 es ilegal, que fue impresa en Castilla con posterioridad a ese año, cuando las ediciones se habían multiplicado, y que estaba destinada a hacer competencia desleal a la edición autorizada por el Consejo de Castilla y a los derechos del autor que, a la sazón, residía en Valladolid.

## Producción de libros
Bajo la dirección de Juan de Oteiza la imprenta permaneció activa durante once años, desde 1622 hasta 1632, en ese tiempo tuvo una actividad modesta e irregular, ya que vieron la luz 18 libros, lo que supone una media anual de 1,7, la mitad que su predecesor Nicolás de Asiain.
Por otra parte, el ritmo de trabajo es desigual: en tres años no ve la luz libro alguno y, en cambio, en 1624, aparece media docena. Cabe presumir que la veterana imprenta de Juan de Oteiza, que no era del oficio sino que procedía el mundo de la librería, no pudo enmendar la mala situación en la que la había dejado Nicolás de Asiain ni competir con las de sus colegas, los emprendedores Carlos y Martín de Labayen.
| Producción de libros de la imprenta de Juan de Oteiza (1622-1632) |
| ----------------------------------------------------------------- |
|                                                                   |

## Liquidación del negocio (1632)
Juan de Oteiza, cuando ha cumplido una década al frente de la imprenta, cuya economía no ha conseguido sanear, en 1632 liquida este negocio y vende el utillaje Martín de Labayen, que en estas fechas abre su taller en la capital navarra.
Las complicaciones comerciales todavía perduran en 1635, cuando acude a los tribunales para responder, una vez más, de las deudas que había contraído Nicolás de Asiain, su predecesor.

## Galería de imágenes

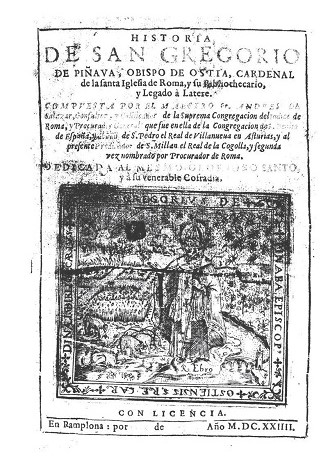
Historia de san Gregorio Ostiense (1624)
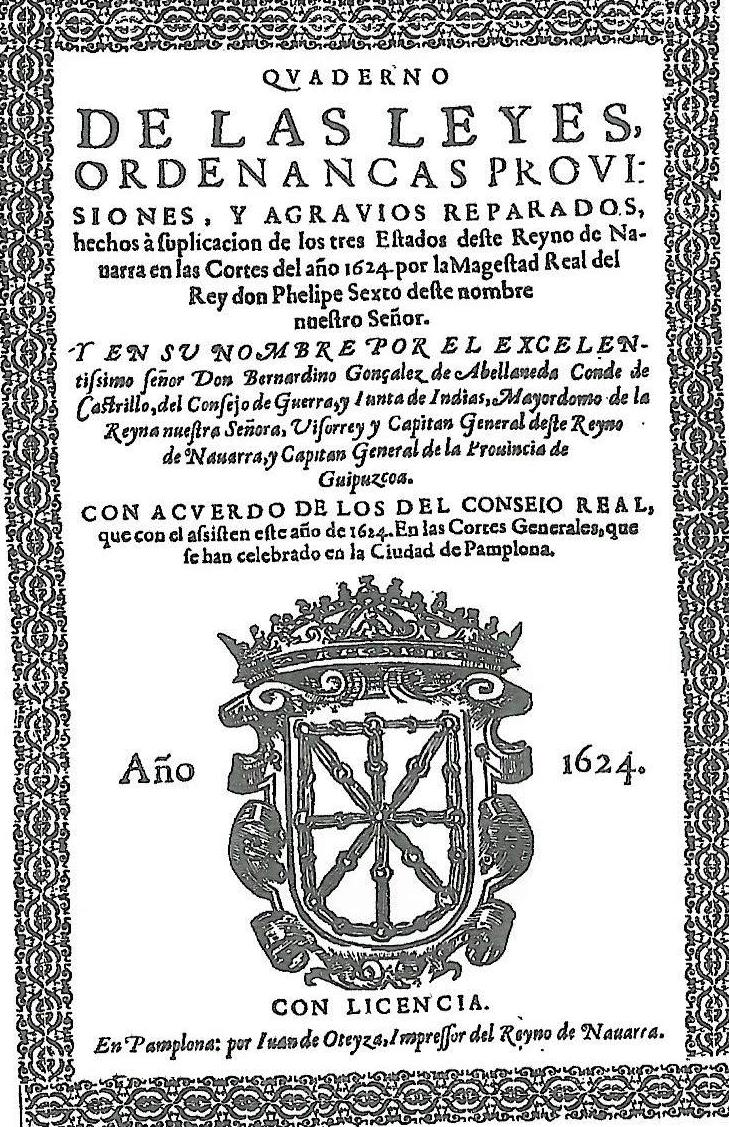
Cuaderno de las Cortes de Navarra de 1624, por Juan de Oteiza "impressor del Reyno de Navarra"
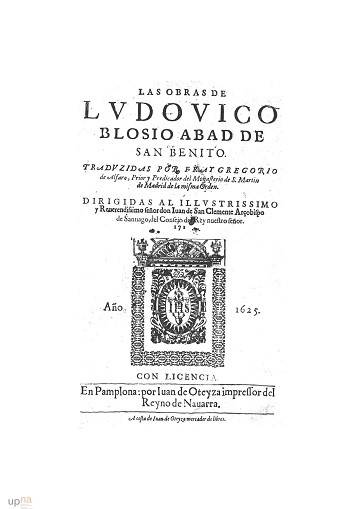
Obras del benedictino inglés Luis Blois (1625)
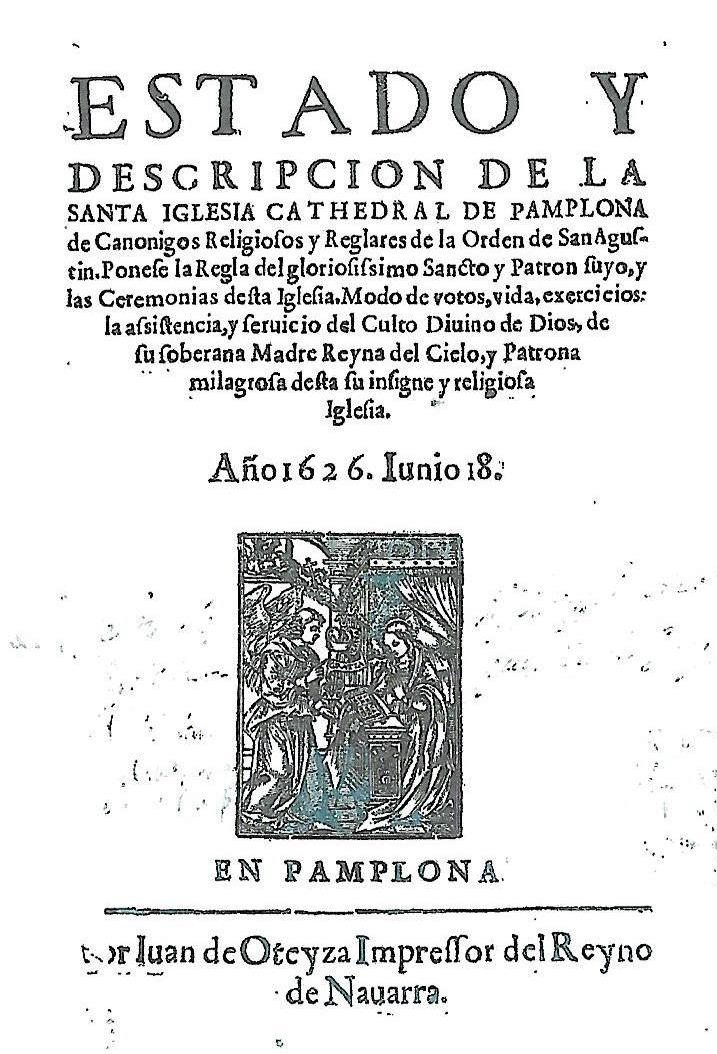
Estado y descripción de la ... catedral de Pamplona (1626)
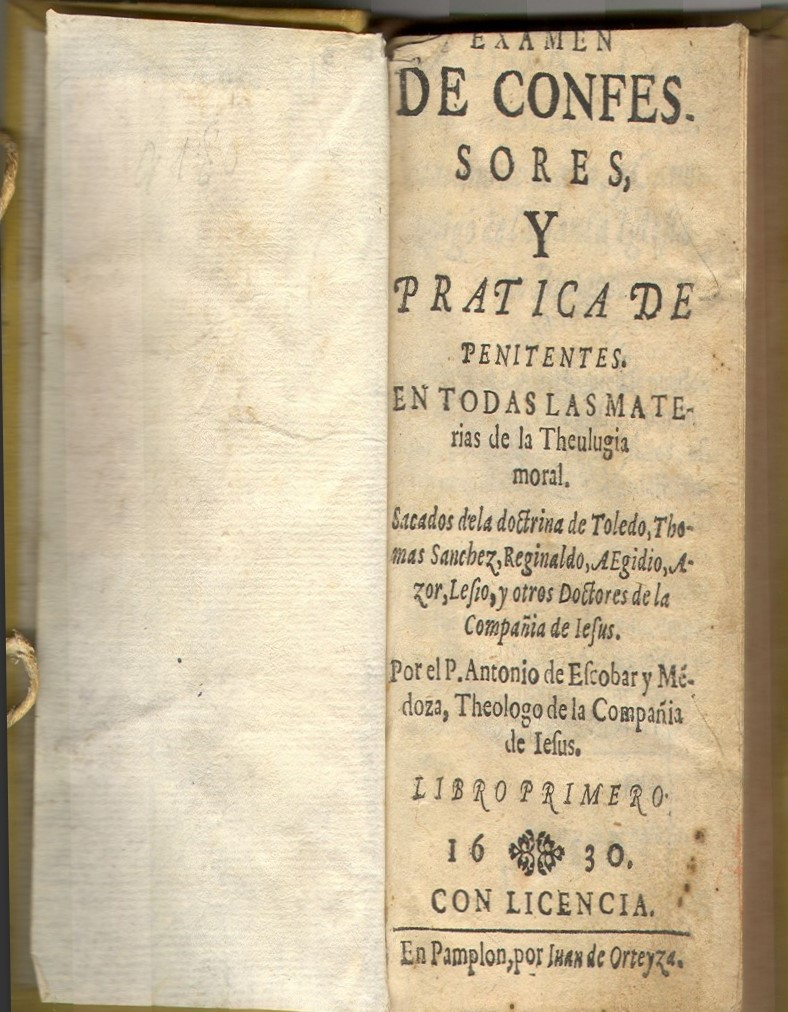
Examen de confesores, libro primero (1630)
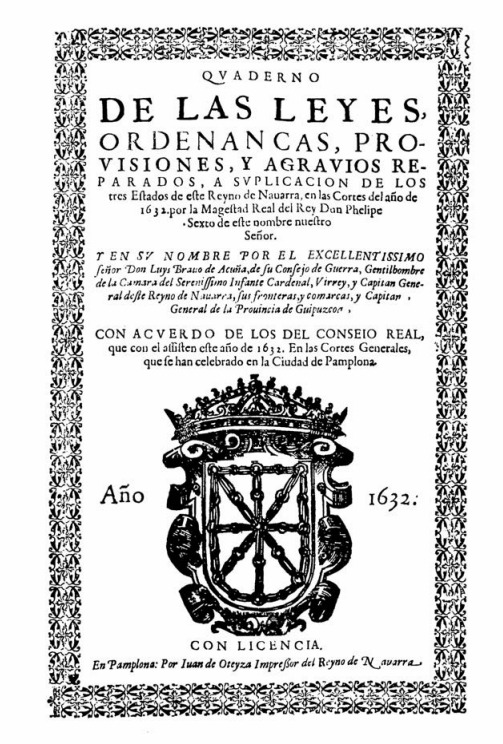
Cuaderno de las Cortes de Navarra de 1632